# Western sous la neige
 (mars 2023).
Albums de Dionysos
Haïku Monsters in Love
Singles
1. Song for Jedi
Sortie : juillet 2002
2. Anorak
Sortie : novembre 2002
3. Don Diego 2000
Sortie : juillet 2003
4. Coiffeur d'oiseaux
Sortie : novembre 2003

Western sous la neige est le quatrième album studio du groupe de rock français Dionysos, sorti le 5 mars 2002 et produit par Steve Albini. L'album porté par le morceau Song for Jedi, est le premier de Dionysos à être sacré disque d'or.  

## Enregistrement
L'album a été enregistré en quinze jours, mixage compris, pour donner à l'album une dimension "plus live". C'est l'album de la maturité pour Dionysos, les voix de Mathias et Babet sont plus affirmées et les sons électroniques ou de fond ont été moins exploités pour mettre en avant des compositions aux tendances folk-rock. 
La tournée suivant l'album donne naissance à un DVD et à deux albums en live (l'un électrique, l'autre acoustique), le tout sous le nom de Whatever the Weather. 

## Thèmes
Les thèmes abordés dans l'album sont assez vastes : on y parle de longboard (Longboard Blues, Longboard Train), de mort (Déguisé en pas moi, Coffin Song, Rodéo), mais aussi d'histoires surnaturelles pouvant être reliées ou non au recueil de nouvelles 38 mini westerns (avec des fantômes) de Mathias Malzieu (Don Diego 2000, Longboard Blues).
Les titres en général semblent parler des passions du groupe, en partant du tennis qui était un point de ralliement entre Mathias et Mike avant que le groupe ne se forme, en passant par le longboard et les trains qui sont toujours exploités par Mathias.

## À propos des morceaux

### Song for Jedi
Song for Jedi n'était originellement pas ce qu'elle est aujourd'hui. En effet, sa version originale (pouvant être écoutée sur Eats Music!!!), était plus douce, plus folk, marquée par un piano et la voix de Mathias Malzieu. C'est, à peine un jour avant de partir en studio, sous la menace d'une annulation de l'enregistrement de l'album, que le groupe a décidé de donner à la chanson une dimension plus électrique et plus rock. C'est ce titre qu'ils ont joué aux Victoires de la musique en 2002 et il est également performé à une majorité de leurs concerts.

### Don Diego 2000
Don Diego 2000 concerne une personne existant réellement et qui aurait travaillé avec le groupe sous leur ancien label Tréma.

### McEnroe's Poetry
McEnroe's Poetry fait référence au tennisman John McEnroe.

### Surfin' Frog
Surfin' Frog est en fait un remix de la chanson Frog = Electric Torch parue sur leur album The Sun Is Blue Like the Eggs in Winter. Le groupe jouait déjà cette chanson sous cette nouvelle version lors de la tournée pour leur album Haïku.

### Tokyo Montana
Tokyo Montana est une chanson inspirée du recueil de nouvelles de Richard Brautigan, Tokyo-Montana Express.

## Réception
Selon l'édition française du magazine Rolling Stone, cet album est le 92e meilleur album de rock français. Il est également inclus dans l'ouvrage Philippe Manœuvre présente : Rock français, de Johnny à BB Brunes, 123 albums essentiels.

## Pistes de l'album
| No  | Titre                                     | Durée |
| --- | ----------------------------------------- | ----- |
| 1.  | Intro: theme from "Western sous la neige" | 2.19  |
| 2.  | Coiffeur d'oiseaux                        | 2.56  |
| 3.  | Tokyo Montana                             | 3.04  |
| 4.  | Longboard Blues                           | 4.01  |
| 5.  | Déguisé en pas moi                        | 2.06  |
| 6.  | Mc Enroe's Poetry                         | 2.50  |
| 7.  | Don Diego 2000 - Intro                    | 0:15  |
| 8.  | Don Diego 2000                            | 3.47  |
| 9.  | Surfin Frog                               | 3.01  |
| 10. | Coffin Song                               | 2.11  |
| 11. | She Is the Liquid Princess                | 2.44  |
| 12. | Petit Colorado                            | 3.23  |
| 13. | Anorak                                    | 3.07  |
| 14. | I Love You                                | 1.10  |
| 15. | Longboard Train                           | 3.39  |
| 16. | Song for Jedi                             | 3.00  |
| 17. | Rodéo (+ Mc Enroe Folk)                   | 2.47  |

## Musiciens et instruments
- Mathias Malzieu : chant, guitare folk et harmonica
- Élisabet Ferrer (Babet) : violon, piano, castagnettes, demi-lune et chœurs
- Guillaume Garidel : basse, contrebasse et clavier
- Michaël Ponton : guitare électrique, clavier, chœurs et scratchs
- Éric Serra-Tosio : batterie, maracas et sifflement

Musiciens additionnels
- JP : basse (sur Mc Enroe's Poetry)
- "Greg" : joue le rôle de John Mc Enroe
- "Lionel" : claque des mains (sur la chanson Anorak)